# Theodor von Reding

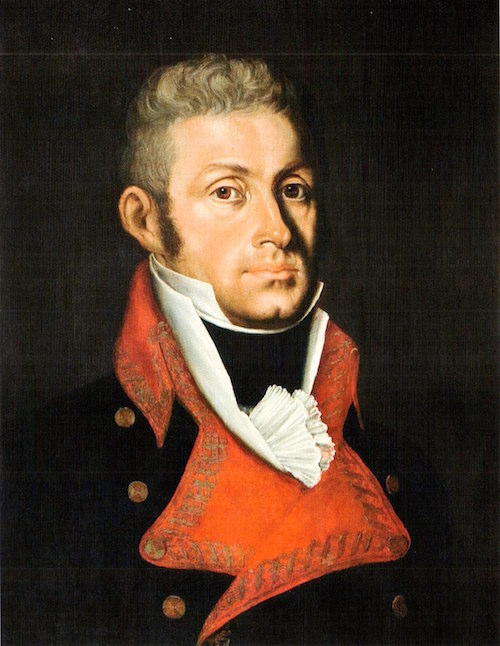
Theodor von Reding

Theodor von Reding (Schwyz, 5 juli 1755 - Tarragona, 23 april 1809) was een Zwitserse generaal die in dienst was van het Spaanse leger.

## Biografie
Theodor von Reding werd geboren als zoon van de aristocraat Joseph Rudolf Reding von Biberegg. Theodor was een oudere broer van Alois von Reding. In Zwitserland begon hij met zijn militaire carrière en daarna kwam hij in Spaanse dienst. Vanaf 1806 was hij gouverneur van Málaga. Von Reding diende twee jaar later onder Generaal Castaños in de slag bij Bailén. Hierin wist zijn Zwitsers regiment zich duidelijk te onderscheiden. Op 25 februari 1809 raakte hij gewond in de slag bij Valls. Elf dagen later overleed hij in Tarragona aan zijn verwondingen.